# First of the Five Elements
First of the Five Elements är det finländska nyklassiska power metal-bandet Warmens femte studioalbum, utgivet i begränsad utgåva i september 2014 via Pledge Music, och återutgivet i mars 2023 på Reaper Entertainment.
Skivan gästas av Alexi Laiho (Children of Bodom) och Pasi Rantanen (Thunderstone).
En visualizervideo släpptes till "Suck My Attitude".
Albumet var bandets sista med trummisen Mirka Rantanen.

## Låtlista
1. "Intromental" (instrumental) – 3:31
2. "The Race" (med Pasi Rantanen) – 3:54
3. "The Red Letter" (med Jonna Geagea) – 3:52
4. "Ruler of Your World" (med Pasi Rantanen) – 4:10
5. "Suck My Attitude" (med Alexi Laiho) – 4:02
6. "When Worlds Collide" (med Pasi Rantanen) – 3:30
7. "First of the Five Elements" (instrumental) – 3:41
8. "Devil in Disguise" (med Pasi Rantanen) – 4:28
9. "Like a Virgin" (Madonna-cover) (med Jonna Geagea) – 3:38
10. "Anger" (med Pasi Rantanen) – 4:17
11. "Human Race" (med Pasi Rantanen) – 4:45
12. "Man Behind the Mask" (Alice Cooper-cover) (med Alexi Laiho) – 3:38

## Medverkande
Musiker
- Janne Wirman – keyboard
- Antti Wirman – gitarr
- Jyri Helko – basgitarr
- Mirka Rantanen – trummor

Bidragande musiker
- Alexi Laiho – sång
- Pasi Rantanen – sång
- Jonna Geagea – sång